# Service national d'accueil téléphonique pour l'enfance en danger
 (mai 2010).
Si vous disposez d'ouvrages ou d'articles de référence ou si vous connaissez des sites web de qualité traitant du thème abordé ici, merci de compléter l'article en donnant les références utiles à sa vérifiabilité et en les liant à la section « Notes et références ».
Pour les articles homonymes, voir 119 (homonymie).
Le Service national d'accueil téléphonique pour l'enfance en danger (SNATED), également connu sous le nom « 119-Allô enfance en danger »  est un organisme lié à la protection de l'enfance en France, créé par la loi du 10 juillet 1989 relative à la prévention des mauvais traitements et la protection des mineurs.
Accessible via un numéro Vert national simplifié, le 119 est une ligne d'écoute fonctionnant tous les jours 24 heures sur 24 offrant à toute personne, y compris aux enfants eux-mêmes, un moyen direct pour parler d'une situation d'enfant en danger ou en risque de l'être.
Le numéro est gratuit même depuis les téléphones mobiles. Il est joignable de toute la France métropolitaine et des 4 DOM.
Le 119 n'apparaît pas sur les relevés de téléphone.

## Missions
Il a 3 missions légales précisées par la loi du 5 mars 2007 :
- Accueillir les appels d'enfants en danger ou en risque de l’être et de toute personne confrontée à ce type de situations
- Transmettre les informations concernant ces enfants aux services des Conseils départementaux compétents en la matière, aux fins d’évaluation de la situation de l’enfant en danger ou en risque de l'être et de détermination de l’aide appropriée le cas échéant.
- Agir au titre de la prévention des mauvais traitements à enfant.

Les missions ci-dessus sont appelées ATA (Accueillir, Transmettre, Agir).

## Organisation
Comme l'Observatoire national de l'enfance en danger, il est géré par le Groupement d'intérêt public Enfance en danger.
Dans le champ de la téléphonie sociale, Allô Enfance en Danger est en France l'unique service émanant d'une décision législative, ce qui lui confère des obligations légales. Il est financé à parts égales par l'État et les départements (au prorata du nombre d'habitants). Les décisions importantes sont prises par le Conseil d'Administration. Le service est assisté par un comité technique composé de spécialistes de la protection de l'enfance et de la téléphonie sociale.
Le SNATED reçoit en moyenne 1 million d’appels par an[Quand ?]. Les appels arrivent au préaccueil. Les agents d'accueil, des professionnels de la téléphonie, formés par le SNATED, ont pour rôle d'accueillir les appels, de les « filtrer. » Les appels dits « à contenu » (demandes d'aides, de renseignements...) sont alors passés sur plateau d'écoute composé d’une cinquantaine de professionnels de la protection de l'enfance et de l'écoute (psychologues, juristes, travailleurs sociaux...).

## Historique
Avant même la ratification de la Convention internationale des droits de l'enfant, le Parlement adopte la loi du 10 juillet 1989 afin de préciser les modalités de signalement de ces mauvais traitements et la mission des Conseils départementaux dans le domaine de l'enfance en danger.
La loi confirme le rôle du président du Conseil départemental comme principal animateur de l'action sociale en faveur de l'enfance et fait obligation aux départements de mettre en place des dispositifs chargés de recueillir les informations relatives aux mineurs maltraités.
Elle crée par ailleurs un service national d'accueil téléphonique, le SNATEM, qui emprunte la forme d'un groupement d'intérêt public entre l'État et les départements.
Le SNATED dispose d'un numéro simplifié, le 119, qui doit obligatoirement être affiché dans tous les lieux accueillant des enfants.
La loi de 1989 comporte également des dispositions relatives à la prévention des mauvais traitements et à la formation des « professionnels ». Son article 4 stipule ainsi que « les médecins ainsi que l'ensemble des personnels médicaux et paramédicaux, les travailleurs sociaux, les magistrats, les enseignants et les personnels de la police nationale et de la gendarmerie reçoivent une formation initiale et continue propre à leur permettre de répondre aux cas d'enfants maltraités et de prendre les mesures nécessaires de prévention et de protection qu'ils appellent ».
L'article 69 du Code de la famille et de l'aide sociale, introduit par l'article 3 de la loi de 1989 dispose par ailleurs que « lorsqu'un mineur est victime de mauvais traitements ou lorsqu'il est présumé l'être et qu'il est impossible d'évaluer la situation ou que la famille refuse manifestement d'accepter l'intervention du service de l'aide sociale à l'enfance, le président du Conseil général (départemental) avise sans délai l'autorité judiciaire ».